# Лісне (пункт контролю)
46°28′12″ пн. ш. 29°20′52″ сх. д. / 46.47000° пн. ш. 29.34778° сх. д.
Лі́сне — пункт пропуску через державний кордон України на кордоні з Молдовою.
Розташований в Одеській області, Тарутинський район, у селі з однойменною назвою на автошляху місцевого значення. Із молдавського боку розташований пункт пропуску «Сеіць» неподалік від села Сейць, Каушенський район, на автошляху R31 у напрямку Каушан.
Вид пункту пропуску — автомобільний. Статус пункту пропуску — міждержавний.
Характер перевезень — пасажирський, вантажний.
Окрім радіологічного, митного та прикордонного контролю, пункт пропуску «Старокозаче» може здійснювати фітосанітарний та ветеринарний контроль.
Пункт пропуску «Старокозаче» входить до складу митного посту «Білгород-Дністровський» Південної митниці. Код пункту контролю — 50008 26 00 (21).